# Vitas Gerulaitis
Vytautas »Vitas« Kevin Gerulaitis, ameriški tenisač, * 26. julij 1954, Brooklyn, New York, ZDA, † 17. september 1994, Long Island, New York.
Vitas Gerulaitis je nekdanja številka tri na moški teniški lestvici in zmagovalec enega posamičnega turnirja za Grand Slam, še dvakrat pa je zaigral v finalu. Uspeh kariere je dosegel z zmago na turnirju za Odprto prvenstvo Avstralije decembra 1977, ko je v finalu premagal Johna Lloyda v petih nizih. V finalu je zaigral še na turnirjih za Odprto prvenstvo ZDA leta 1979, ko ga je v treh nizih premagal John McEnroe, in Odprto prvenstvo Francije leta 1980, ko ga je v treh nizih premagal Björn Borg. Na turnirjih za Odprto prvenstvo Anglije se je najdlje uvrstil v polfinale v letih 1977 in 1978. Najvišjo uvrstitev na moški teniški lestvici je dosegel 27. februarja 1978, ko je zasedal tretje mesto. 17. septembra 1994 je umrl zaradi zastrupitve z ogljikovim oksidom.

## Posamični finali Grand Slamov (3)

### Zmage (1)
| Leto    | Turnir                      | Nasprotnik v finalu | Rezultat finala              |
| 1977dec | Odprto prvenstvo Avstralije | John Lloyd          | 6–3, 7–6(7–1), 5–7, 3–6, 6–2 |

### Porazi (2)
| Leto | Turnir                    | Nasprotnik v finalu | Rezultat finala |
| 1979 | Odprto prvenstvo ZDA      | John McEnroe        | 5–7, 3–6, 3–6   |
| 1980 | Odprto prvenstvo Francije | Björn Borg          | 4–6, 1–6, 2–6   |